# Liste der Mitglieder der National Academy of Sciences/2024
Im Jahr 2024 wählte die National Academy of Sciences der Vereinigten Staaten 144 Personen zu ihren Mitgliedern.

## Neugewählte Mitglieder
- Dorit Aharonov
- John H. Aldrich
- Zhenan Bao
- Albert-László Barabási
- Scott Barrett
- Nicholas H. Barton
- Janeen H. Baxter
- Mitchell Begelman
- David N. Beratan
- Zvi Bern
- Nora Berrah
- Kent C. Berridge
- Paul D. Bieniasz
- Geoffrey Blewitt
- Charles Boone
- Adriana D. Briscoe
- Carol A. Carter
- Flaminia Catteruccia
- Nicholas A. Christakis
- Fan Chung
- Juan Ignacio Cirac
- Eveline Crone
- Leticia Cugliandolo
- Susan L. Cutter
- Katerina H. Darwin
- Supriyo Datta
- Nicolas Dauphas
- David P. DeMille
- Sharon Y. Dent
- Abby Dernburg
- Michael S. Diamond
- Thomas Dietz
- Savithramma P. Dinesh-Kumar
- Judith S. Eisen
- Richard S. Ellis
- Scott W. Emmons
- Jessica Fanzo
- Guoping Feng
- Bonnie Fleming
- Wolf B. Frommer
- Qiang Fu
- Diane P. Gifford-Gonzalez
- Sigurður R. Gíslason
- Edward L. Glaeser
- David J. Glass
- Noreen Goldman
- Todd R. Golub
- Michael Greenstone
- Clare P. Grey
- Arthur R. Grossman
- Francis L. Halzen
- Andrew D. Hanson
- Kristen M. Harris
- Lee W. Hartmann
- F. R. Harvey
- Graham F. Hatfull
- Stephen M. Hedrick
- Tony F. Heinz
- Mario Herrero
- James G. Hirth
- Oliver Hobert
- Ann Hochschild
- Thomas Y. Hou
- Raymond B. Huey
- Harold Hwang
- Piotr Indyk
- John E. Johnson
- Susan M. Kaech
- Arne L. Kalleberg
- Mercouri G. Kanatzidis
- Patrick J. Keeling
- Leonard Kleinrock
- Daniel J. Kleitman
- Marion Koopmans
- Henry Kronenberg
- Thomas A. Kunkel
- Kyung J. Kwon-Chung
- Jeffrey C. Lagarias
- Walter S. Leal
- Stanley M. Lemon
- Lisa A. Levin
- Chen-Yu Liu
- Julius Lukeš
- Brenda Major
- Fredrick K. Manthi
- Alberto Mantovani
- Kelsey C. Martin
- James M. Mayer
- Maura A. McLaughlin
- Vonnie C. McLoyd
- Richard Michelmore
- Richard Mooney
- Tom W. Muir
- William J. Murphy
- Aaron Naber
- Nora S. Newcombe
- Kyoko Nozaki
- Diane M. O’Brien
- Anne O’Garra
- Richard S. Ostfeld
- Jonathan T. Overpeck
- Arthur G. Palmer
- Nipam H. Patel
- Ann Pearson
- Robin Pemantle
- Jonas C. Peters
- Suzanne R. Pfeffer
- Duong H. Phong
- Michael D. Purugganan
- Jay Quade
- David C. Queller
- Sheena E. Radford
- Ramamoorthy Ramesh
- Jennifer L. Raymond
- Steven A. Rosenberg
- Cecilia E. Rouse
- Daniela Rus
- Timothy A. Ryan
- Daniel H. Sandweiss
- Celia A. Schiffer
- Yang Shi
- Joseph Sifakis
- Stephen G. Sligar
- Dominique Soldati-Favre
- Steven H. Strogatz
- Tai-ping Sun
- Kenneth S. Suslick
- Lynne Talley
- Senthil Todadri
- Keiko Torii
- Giorgio Trinchieri
- Jenny Tung
- Claudia Turro
- Peter S. Ungar
- Marie-France Vignéras
- Ashvin Vishwanath
- Julia A. Vorholt
- Yifang Wang
- Henry M. Wellman
- Peter T. Wolczanski
- Sandra L. Wolin
- Joanna Wysocka
- Gary Yellen
- Wojciech H. Zurek